# آلباتروس دبلیو۴
آلباتروس دبلیو۴ (به انگلیسی: Albatros_W.4) یک هواگرد از نوع جنگنده ساخت شرکت آلباتروس فلوکتسایک‌ورک در آلمان است. هواگرد آلباتروس دبلیو۴ نخستین پروازش را در ۱۹۱۶ میلادی انجام داد. در مجموع، تعداد ۱۱۸ فروند از این هواگرد ساخته شده‌است.